# UFC Fight Night: Thompson vs. Pettis
UFC Fight Night: Thompson vs. Pettis（ユーエフシー・ファイトナイト：トンプソン・バーサス・ペティス、別名UFC Fight Night 148、UFC on ESPN+ 6）は、アメリカ合衆国の総合格闘技団体「UFC」の大会の一つ。2019年3月23日、テネシー州ナッシュビルのブリヂストン・アリーナで開催された。

## 大会概要
本大会ではスティーブン・トンプソンとアンソニー・ペティスによるウェルター級戦が組まれた。

## 試合結果

### プレリミナリーカード
第1試合 フライ級 5分3R
○  ジョーダン・エスピノーサ vs.  エリック・シェルトン ×
3R終了 判定3-0（29-28、30-27、30-27）
第2試合 バンタム級 5分3R
○  クリス・グティエレス vs.  ライアン・マクドナルド ×
3R終了 判定3-0（30-27、30-27、30-27）
第3試合 女子ストロー級 5分3R
○  ランダ・マルコス vs.  アンジェラ・ヒル ×
1R 4:24 腕ひしぎ十字固め
第4試合 女子フライ級 5分3R
○  ジェニファー・マイア vs.  アレクシス・デイビス ×
3R終了 判定3-0（29-28、29-28、29-28）
第5試合 バンタム級 5分3R
○  マルロン・ヴェラ vs.  フランキー・サエンツ ×
1R 1:25 TKO（左ジャブ→パウンド）
第6試合 フェザー級 5分3R
○  ブライス・ミッチェル vs.  ボビー・モフェット ×
3R終了 判定3-0（29-28、29-28、29-28）

### メインカード
第7試合 女子フライ級 5分3R
○  メイシー・バーバー vs.  JJアルドリッチ ×
2R 3:01 TKO（右膝蹴り→パンチ連打）
第8試合 67.4kg契約 5分3R
○  ルイス・ペーニャ vs.  スティーブン・ピーターソン ×
3R終了 判定3-0（30-27、30-27、30-27）
※ペーニャの体重超過によりフェザー級から変更。
第9試合 フライ級 5分3R
○  ジュシー・フォルミーガ vs.  デイブソン・フィゲイレード ×
3R終了 判定3-0（30-27、29-28、29-28）
第10試合 ライト級 5分3R
○  ジョン・マクデッシ vs.  ヘスス・ピネード ×
3R終了 判定3-0（30-27、30-27、29-28）
第11試合 ヘビー級 5分3R
○  カーティス・ブレイズ vs.  ジャスティン・ウィリス ×
3R終了 判定3-0（30-27、30-26、30-25）
第12試合 ウェルター級 5分5R
○  アンソニー・ペティス vs.  スティーブン・トンプソン ×
2R 4:55 KO（右スーパーマンパンチ→パウンド）

### 各賞
ファイト・オブ・ザ・ナイト： ブライス・ミッチェル vs. ボビー・モフェット
パフォーマンス・オブ・ザ・ナイト： アンソニー・ペティス、ランダ・マルコス
各選手にはボーナスとして5万ドルが授与された。

### カード変更
負傷などによるカードの変更は以下の通り。